# Jonatan Tollås Nation
Jonatan Tollås Nation (Ålesund, 1º luglio 1990) è un ex calciatore norvegese, di ruolo difensore.

## Carriera

### Club

#### Aalesund
Tollås Nation è cresciuto nel Blindheim ed è passato all'Aalesund nel 2007. Ha debuttato nell'Eliteserien il 1º giugno 2008, nell'incontro con lo Strømsgodset, conclusosi con una vittoria della sua squadra per 3-1. È entrato in campo per sostituire Alexander Mathisen. Il 2 luglio dello stesso anno ha esordito da titolare, nella sconfitta dell'Aalesund per 3-1 in casa del Rosenborg.
Ha fatto parte della squadra che si è aggiudicata il Norgesmesterskapet 2009 e quello del 2011.

#### Vålerenga
Il 22 agosto 2014, è stato reso noto che Tollås Nation sarebbe passato al Vålerenga a partire dal 1º gennaio 2015: ingaggiato a parametro zero, il giocatore ha firmato un contratto triennale con la nuova società. Ha scelto la maglia numero 4. Ha esordito in squadra il 9 maggio 2015, schierato titolare nella sconfitta casalinga per 0-2 contro lo Stabæk. Ha chiuso il campionato a quota 21 presenze.
Il 24 luglio 2016 ha trovato la prima rete, nel successo per 2-4 sul campo dello Start. Ha chiuso la seconda annata in squadra con 12 presenze e 2 reti, tra campionato e coppa.
Il 4 agosto 2017 ha rinnovato il contratto che lo legava al Vålerenga fino al 31 dicembre 2020. Il 15 gennaio 2021 ha prolungato il contratto che lo legava al club per un'ulteriore stagione.
L'8 novembre 2022 ha annunciato il ritiro dal calcio professionistico, previsto al termine della stagione.

### Nazionale
Tollås Nation ha giocato sia per la Norvegia under 17 che per la Norvegia under 19, debuttando in entrambe le selezioni nel corso del 2007. Nel mese di febbraio dello stesso anno, ha disputato la Coppa La Manga con l'Under-19. Il 23 novembre 2008 ha esordito per la Norvegia under 21, nel successo per 0-3 sulla Siria under 21. Il 7 maggio 2013, è stato incluso nella lista provvisoria consegnata all'UEFA dal commissario tecnico Tor Ole Skullerud in vista del campionato europeo Under-21 2013. Il 22 maggio, il suo nome è stato però escluso dai 23 calciatori scelti per la manifestazione.

## Statistiche

### Presenze e reti nei club
Statistiche aggiornate al 1º dicembre 2022.
| Stagione         | Club             | Campionato       | Campionato | Campionato | Coppe nazionali | Coppe nazionali | Coppe nazionali | Coppe continentali | Coppe continentali | Coppe continentali | Supercoppe | Supercoppe | Supercoppe | Totale | Totale |
| Stagione         | Club             | Comp             | Pres       | Reti       | Comp            | Pres            | Reti            | Comp               | Pres               | Reti               | Comp       | Pres       | Reti       | Pres   | Reti   |
| ---------------- | ---------------- | ---------------- | ---------- | ---------- | --------------- | --------------- | --------------- | ------------------ | ------------------ | ------------------ | ---------- | ---------- | ---------- | ------ | ------ |
| 2007             | Aalesund         | ES               | 0          | 0          | CN              | 1               | 0               | -                  | -                  | -                  | -          | -          | -          | 1      | 0      |
| 2008             | Aalesund         | ES               | 17+2       | 0          | CN              | 3               | 0               | -                  | -                  | -                  | -          | -          | -          | 22     | 0      |
| 2009             | Aalesund         | ES               | 21         | 0          | CN              | 3               | 0               | -                  | -                  | -                  | -          | -          | -          | 24     | 0      |
| 2010             | Aalesund         | ES               | 17         | 0          | CN              | 2               | 0               | UEL                | 1                  | 0                  | SN         | 1          | 0          | 21     | 0      |
| 2011             | Aalesund         | ES               | 17         | 0          | CN              | 6               | 0               | UEL                | 6                  | 0                  | -          | -          | -          | 29     | 0      |
| 2012             | Aalesund         | ES               | 29         | 3          | CN              | 3               | 1               | UEL                | 4                  | 1                  | -          | -          | -          | 36     | 5      |
| 2013             | Aalesund         | ES               | 30         | 0          | CN              | 3               | 1               | -                  | -                  | -                  | -          | -          | -          | 33     | 1      |
| 2014             | Aalesund         | ES               | 12         | 1          | CN              | 3               | 0               | -                  | -                  | -                  | -          | -          | -          | 15     | 1      |
| Totale Aalesund  | Totale Aalesund  | Totale Aalesund  | 143+2      | 4+0        |                 | 24              | 2               |                    | 11                 | 1                  |            | 1          | 0          | 181    | 9      |
| 2015             | Vålerenga        | ES               | 21         | 0          | CN              | 0               | 0               | -                  | -                  | -                  | -          | -          | -          | 21     | 0      |
| 2016             | Vålerenga        | ES               | 11         | 2          | CN              | 1               | 0               | -                  | -                  | -                  | -          | -          | -          | 12     | 2      |
| 2017             | Vålerenga        | ES               | 29         | 3          | CN              | 6               | 0               | -                  | -                  | -                  | -          | -          | -          | 35     | 3      |
| 2018             | Vålerenga        | ES               | 28         | 2          | CN              | 4               | 0               | -                  | -                  | -                  | -          | -          | -          | 32     | 2      |
| 2019             | Vålerenga        | ES               | 10         | 0          | CN              | 2               | 0               | -                  | -                  | -                  | -          | -          | -          | 12     | 0      |
| 2020             | Vålerenga        | ES               | 23         | 0          | -               | -               | -               | -                  | -                  | -                  | -          | -          | -          | 23     | 0      |
| 2021             | Vålerenga        | ES               | 28         | 3          | CN              | 3               | 0               | UECL               | 2                  | 0                  | -          | -          | -          | 33     | 3      |
| 2022             | Vålerenga        | ES               | 24         | 1          | CN              | 2               | 0               | -                  | -                  | -                  | -          | -          | -          | 26     | 1      |
| Totale Vålerenga | Totale Vålerenga | Totale Vålerenga | 174        | 11         |                 | 18              | 0               |                    | 2                  | 0                  |            | -          | -          | 194    | 11     |
| Totale           | Totale           | Totale           | 317+2      | 15+0       |                 | 42              | 2               |                    | 13                 | 1                  |            | 1          | 0          | 365    | 18     |

## Palmarès

### Club

#### Competizioni nazionali
- Coppa di Norvegia: 2

Aalesund: 2009, 2011